# 内藤國雄
内藤 國雄（ないとう くにお、1939年11月15日 - ）は、将棋棋士。棋士番号77。兵庫県神戸市出身。藤内金吾八段門下。演歌歌手、詰将棋作家としても活動。歌手活動での表記は内藤 国雄。棋聖、王位のタイトルを通算4期（各2期）獲得。竜王戦1組通算3期。順位戦A級通算17期。

## 経歴

### プロ入りまで
藤内門下に入ったときは13歳にしてようやく藤内よりアマ13級とみなされるなど将棋指しとしては遅咲きであった。
奨励会入会して間もない時期に、同じ関西奨励会に在籍していた加藤一二三と対戦している。同い年ではあるが、当時すでに三段となっていた加藤とは飛車落ちでの対戦となり、熱戦の末深夜となったため、両者協議の上引き分けとして終局した。
その後、1年足らずで初段格の実力をつけ、奨励会では「西の内藤」と称される。1958年10月に18歳でプロ入りを果たす。

### プロ入り後
順位戦では順調に勝ち進み、プロ8年目にしてA級八段となる。以降、A級とB級1組の間を3度往復する。
1964年度の最強者決定戦で棋戦初優勝。同棋戦では、1966、1970年度にも優勝する。1965年度の東西対抗勝継戦では、同棋戦史上1位の15連勝の成績で優勝する。
初のタイトル戦登場は、1968年度の王将戦七番勝負である。しかし、大山康晴三冠（王将・名人・王位）に力及ばず、0勝4敗のストレートで敗れる。

### タイトル戦・主要棋戦での活躍
2度目のタイトル戦は、1969年度後期の棋聖戦（第15期棋聖戦）五番勝負・中原誠棋聖との戦いであった。後手番での2局で得意の横歩取り空中戦法を披露して勝利するなどし、初タイトルとなる棋聖位に就く。この年度は、NHK杯戦でも優勝する。同1969年度は、当時将棋大賞が制定されていなかったため表彰等はなかったものの、日本将棋連盟が勝敗記録を厳密に管理するようになってからは初となる、年度内における勝率・勝利数・対局数・連勝の4つの記録で1位を達成した。
1971年度、日本将棋連盟杯戦で優勝する。
1972年度の第13期王位戦七番勝負における大山康晴王位との戦いでは、第3局と第5局で大山得意の振り飛車に対し「鳥刺し」戦法含みの序盤戦術を見せて、いずれも勝利。これを含み4-1で奪取し、大山の王位連覇を12で止める。
1973年度後期の棋聖戦（第23期棋聖戦）では、米長邦雄を相手に2連敗から3連勝でタイトル奪取。タイトル通算3期の規定により、奪取を決めた日付（1974年2月4日）をもって九段に昇段した。この規定で九段昇段したのは、内藤が初めてである。米長との対戦は、両者の名の読みが同じであることから「クニオ対決」「くにをあげての一局」と言われた。同年度は日本将棋連盟杯戦で、2度目の優勝もし、第1回将棋大賞の技能賞を受賞した。
1974年度から1981年度は、タイトル獲得がないものの、1974年度に第1回棋王戦（タイトル戦昇格の前年）で優勝、1977年度には名将戦で優勝、1980年度には第3回オールスター勝ち抜き戦で7連勝（5勝以上は優勝扱い）をする。
4度目のタイトル獲得を果たしたのは、1982年度の王位戦であった。中原王位の先手番の2局で矢倉を受けて立って勝つなどして、王位を奪取。8年半ぶりのタイトル獲得となった。同年度は、王座戦でも優勝する活躍もあり、将棋大賞の技能賞（2度目）を受賞した。なお、王座戦は翌年にタイトル戦に昇格したが、防衛に失敗し、タイトルとしての王座を獲得するチャンスを生かせなかった。
1983、1984年度の名将戦では連続優勝し、通算優勝回数を3とする。以降、タイトル戦登場と優勝はない。
以上のように、内藤の棋歴には優勝は多いものの、タイトル戦昇格期の棋王戦と王座戦を含む6回のタイトル防衛戦ですべて防衛に失敗しているため、タイトルの獲得数が多くない。また、これほどの棋歴にもかかわらず名人戦七番勝負への登場が一度もない。
第56期（1997年度）順位戦B級1組で成績が振るわず、4勝8敗に終わる。その最終局（8敗目）の相手は丸山忠久であり、内藤が負けたことによって丸山は史上初の「B級1組12戦全勝」の記録を作った。このとき内藤と有吉道夫が同時にB級2組へ降級したことは、世代交代の象徴と見る向きもあった。しかし、内藤は翌期のB級2組順位戦で、最終局を残して9戦全勝とし、その時点でB級1組への即復帰を決める（最終局は負け）。当時NHKラジオ第1放送に出演した際、「もう1敗しても昇級できたんですよ」と述べ、巡り合せの悪さをコメントしている。
2000年9月、史上5人目となる通算1000勝を達成して特別将棋栄誉賞を受ける。名人戦七番勝負未出場者としては初めての達成であった。
2005年度の第64期順位戦B級2組では、最終局を残して6勝3敗とし、自力昇級の可能性を残す。当時66歳の内藤が勝って昇級を決めれば、順位戦昇級の最年長記録（花村元司の60歳A級昇級）を更新するところであったが、田中寅彦に逆転負けを喫し、昇級を逃した。
2009年1月26日に、史上6人目となる公式戦1100勝を達成した。なお、1000勝が5人目、1100勝が6人目なのはその間に谷川浩司に勝数を追い越されたからである。
2010年5月24日、有吉道夫の引退に伴い、現役最年長棋士となる。
2013年3月、第71期順位戦においてC級2組への降級が決まる。次期第72期においては最終局で牧野光則に勝利し、3勝7敗として降級点を回避した。72期終了時点（2014年3月時点）で74歳の内藤は、もしこのまま現役を続けた場合には、次期第73期から3期連続で降級点をとっても最低でも77歳4ヶ月で引退することになり、丸田祐三がもつ現役最年長記録77歳0か月を更新する可能性があった。しかし、第73期終盤の2015年1月、内藤は「腰痛と膝痛などで長時間の対局が難しくなってきたことと、私の棋風が（コンピュータ全盛の）現代の将棋と合わなくなってきた」ことなどを理由に、順位戦が終了する3月末で現役を引退することを表明した。

### 引退
プロ棋士として最後の対局は2015年3月12日の第28期竜王戦6組昇級者決定戦での対中田功戦となり、敗局して引退を正式に表明した。この対局での負けは、加藤一二三、有吉道夫に続く史上3人目の通算1000敗達成であった。内藤引退時の75歳4ヶ月は、丸田祐三の77歳0ヶ月、坂口允彦の76歳3ヶ月に次ぐ高齢記録であった。また、同年度には同じ藤内門下の淡路仁茂もフリークラス規定により引退したことで、藤内門下の棋士8人は全員が引退もしくは物故となった。

## 棋風
伸びやかな棋風で、居飛車・振り飛車という一くくりの言葉だけでは表せないほど様々な戦法を指しこなす。そのような内藤の棋風は、敬愛していた原田泰夫の命名により「自在流」と呼ばれていた。その自由奔放な戦術・棋風はタイトル戦の大舞台でも披露され、実績を挙げた。
特に「空中戦法」の名称で知られる「横歩取り3三角戦法」は、将棋大賞で1994年度から新設の「升田幸三賞」の第1回受賞対象となり、また、のちに流行する「横歩取り8五飛」にも影響を与えた。
また人と同じ将棋を指すことや、いつも同じ図面が新聞に載るのを嫌った内藤は、1969年ごろからただ一人（本人談）「横歩を取らせて」指す作戦を採用しており、1969年の第19回NHK杯テレビ将棋トーナメント決勝戦の将棋が得意の「空中戦」のはしりであるという。

## 人物

### 関西棋界で
師匠の藤内金吾（ふじうち きんご）は坂田三吉の弟子であるため、内藤は坂田の孫弟子にあたる。内藤はこれを誇りにしており、ことあるごとに「坂田先生の孫弟子」と語る。
当初内藤は、藤内の将棋道場の看板に横書きされた「藤内」（ふじうち）の文字を逆向きに読み、同姓の者が営む道場だと誤解。これが藤内の道場に通い始めるきっかけとなった。
藤内の弟子で、棋士は内藤を含め8名。1968年に藤内が死去したのち、淡路仁茂・小阪昇・酒井順吉が三段で苦労していたため、すでにプロになっていた内藤は彼らと「若手勉強会」を行い、のちに3人ともプロとなった。
藤内一門は関西将棋界に一大勢力を築いた。藤内の将棋道場が神戸市の三宮にあったため、一門は「神戸組」と呼ばれた。藤内の死後、内藤は一門の総帥的存在となり「神戸組のドン」と呼ばれるようになった。1983年には神戸組で順位戦Aクラス以上4名（内藤・森安秀光・谷川浩司・淡路仁茂）、タイトル4個獲得（内藤王位・王座、谷川名人、森安棋聖）の全盛期となった。
ただし、有望な少年が関西に現れても自身の弟子にせず、弟分に委ねることがほとんどであった。内藤は棋士となってから2013年に至るまで、前述の藤内忍を含め4人しか弟子を取っていないものの、そのうち神吉宏充と三枚堂達也をプロの棋士（四段以上）に育て上げた。神吉は2005年9月に吉田正和を弟子に取り、その吉田は2008年10月に棋士となったため、内藤は現役中に孫弟子がプロ棋士になるという“快挙”を成し遂げた、内藤と吉田は2012年4月17日の公式戦で対局し、千日手の末に吉田が勝ち、内藤はさらに珍しい“孫弟子からの恩返し”を受ける結果となった。
1992年、将棋世界に掲載したエッセイ「我が師 藤内先生の想い出」が、第4回将棋ペンクラブ大賞雑誌部門・大賞を受賞。同エッセイは書籍『私の愛した勝負師たち』（毎日コミュニケーションズ）に収録されている。
2005年6月から2010年5月まで、日本将棋連盟関西本部長を務めた。

### 有吉道夫との関係
内藤と有吉は長年関西のライバルとしてしのぎを削った間柄とされ、事実、両者が現役棋士であった約51年間で、93局もの公式戦を対局し、内藤49勝・有吉44勝であった。
引退直後の2015年3月20日に、関西将棋会館において記者会見を開いた際にも、内藤自身が有吉をライバル視していた旨を述懐し「有吉が対局において顔を紅潮させ、闘志をあらわにすることで、自身も闘志をかきたてられたこと」「現在の自分があるのは有吉のおかげである」として、有吉への謝意を述べた。有吉が引退後も、非公式戦ではあるものの、2012年1月2日にNHK・Eテレで放送された「新春お好み将棋対局　ドリームマッチ2012　東西巨匠ライバル対決」で両者の対局が行われた（結果は有吉勝ち）。

### 詰将棋
詰将棋作家としても活動しており「詰将棋は実戦の終盤から発生したものだが、それだけで十分楽しめる小さな楽園のようなものだと思っている」という感想を述べている。また、ストーリーやメロディがある点で歌とも相通ずるものがあるとも答えている。発表作品は数千以上に上っており、緻密な作風が売りである。
代表作に「玉方実戦初形」「攻方実戦初形」「ベン・ハー」がある。内藤いわく「長編詰将棋の作成に必要なのは、体力、少しの才能、そして、幸運」である。
神戸新聞の詰将棋コーナーに1967年から2022年までの55年間、2746回の作品提供を行っていた。

### 芸能活動
余技である演歌歌手としては、1976年から1977年にかけて｢おゆき｣が100万枚以上を売り上げる大ヒットとなった。歌手名表記は「内藤国雄」。同曲は作曲家・弦哲也にとっても初のヒット作となった。当時「棋士の中で最も歌が上手く、歌手の中で最も将棋が強い人物」と称された。内藤のヒットを受けて、囲碁界から次なる歌手をと石田芳夫が歌手デビューしている。
1991年に新人歌手・石原詢子とのデュエット曲「夜のおとぎばなし」を発売した。同曲はヒットには至らなかったが、9年後、石原が初出場を果たした『第51回NHK紅白歌合戦』にて内藤は審査員を務めた。
2010年9月21日、『NHK歌謡コンサート』に出演し「おゆき」を歌唱。歌番組に留まらず、テレビドラマ『新・座頭市』『ふたりっ子』、CM『のほほん茶』などにも出演した。

### その他
酒豪として有名で、弟子の神吉いわく「自宅で日本酒を1升空けてから外に飲みに行く」ことがざらだった。早朝まで酒を飲み明かした次の日に、二日酔いの素振りも見せず現れることから、同じく酒豪として知られる芹沢博文も「あいつと飲むと殺されそうになる」として酒の強さに脱帽していたという。
ファミリーコンピュータ用ゲーム『内藤九段将棋秘伝』の監修を行った。
クイズ集の「最も将棋が強い芸能人」という問いで答えが「内藤国雄」となっているものがあった。
熱狂的なプロレスファンである。アントニオ猪木からもらったボクシンググローブでサンドバッグを叩いている、力道山が亡くなったあとの対局ではショックで三番続けて負ける、タイトル戦の立ち会い時とプロレス中継とが重なるとテレビから離れなくなる、などのエピソードをもつ。
十五世名人である大山康晴を苦手とし、対戦成績も18勝50敗と大きく負け越している。またA級順位戦でも大山から一度も勝利をあげることができなかった。

## 弟子

### 棋士
| 名前       | 四段昇段日     | 段位、主な活躍        |
| ---------- | -------------- | --------------------- |
| 神吉宏充   | 1983年7月26日  | 七段                  |
| 三枚堂達也 | 2013年10月 1日 | 七段、一般棋戦優勝1回 |

（2019年9月4日現在）

## 昇段履歴
- 1954年00月00日： 6級 ＝ 奨励会入り
- 1956年00月00日： 初段
- 1958年10月01日： 四段 ＝ プロ入り
- 1961年04月01日： 五段（順位戦C級1組昇級）
- 1962年04月01日： 六段（順位戦B級2組昇級）
- 1963年04月01日： 七段（順位戦B級1組昇級）
- 1967年04月01日： 八段（順位戦A級昇級）
- 1974年02月04日： 九段（タイトル3期）
- 2015年03月31日： 引退（本人の意思により）[7]

## 主な成績
| タイトル戦全成績 |          |               |          |                              |
| 年度             | タイトル | 勝敗          | 相手     | 備考                         |
| 1968             | 王将     | ●●●●          | 大山康晴 |                              |
| 1969             | 棋聖・後 | ●○○○          | 中原誠   | 奪取                         |
| 1970             | 棋聖・前 | ●●○●          | 大山康晴 | 防衛失敗                     |
| 1972             | 棋聖・前 | ●●○●          | 中原誠   |                              |
| 1972             | 王位     | ○●○○○         | 大山康晴 | 奪取                         |
| 1973             | 王位     | ●●●●          | 中原誠   | 防衛失敗                     |
| 1973             | 棋聖・後 | ●●○○○         | 米長邦雄 | 奪取                         |
| 1974             | 棋聖・前 | ○●●●          | 大山康晴 | 防衛失敗                     |
| 1975             | 王位     | ●○●○●●        | 中原誠   |                              |
| 1975             | 棋王     | ○●            | 大内延介 | 第1期三者リーグ              |
| 1975             | 棋王     | ○○            | 高島弘光 | 第1期三者リーグ              |
| 1975             | 棋王     | ●（同点決勝） | 大内延介 | 第1期三者リーグ              |
| 1982             | 王位     | ○●●○○○        | 中原誠   | 奪取                         |
| 1983             | 王位     | ●○●●○●        | 高橋道雄 | 防衛失敗                     |
| 1983             | 王座     | ●○●           | 中原誠   | タイトル戦昇格1年目 防衛失敗 |

### 通算成績
2132戦 1132勝1000敗　勝率 0.5310

### 獲得タイトル
- 棋聖 2期（第15期=1969年度後期、第23期=1973年度後期）
- 王位 2期（第13期=1972年、第23期＝1982年）

登場回数13、獲得合計4

### 一般棋戦優勝
- 最強者決定戦 3回（1964年度=第4回、1966、1970年度）
- 名将戦 3回（1977年度=第4回、1983、1984年度）
- 東西対抗勝継戦10勝以上 1回（1965年度=第15回、15連勝）
- NHK杯戦 1回（1969年度=第19回）
- 日本将棋連盟杯争奪戦 2回（1971年度=第4回、1973年度）
- 棋王戦（タイトル戦昇格の前年） 1回（1974年度=第1回）
- 勝抜戦5勝以上 1回（1980年度=第3回、7連勝）
- 王座戦（タイトル戦昇格の前年） 1回（1982年度=第30回）

優勝合計13回

### 将棋大賞
- 第1回（1973年度） 技能賞
- 第10回（1982年度） 技能賞
- 第22回（1994年度） 升田幸三賞

### 表彰等
（日本将棋連盟以外の表彰等は「#栄典・受賞等」参照）
勝数表彰
- 1979年0月00日 - 通算0600勝達成（将棋栄誉賞、史上5人目、受賞は賞創設の1984年）[* 11]
- 1987年8月03日 - 通算0800勝達成（将棋栄誉敢闘賞、史上5人目）[22][* 11]
- 2000年9月18日 - 通算1000勝達成（特別将棋栄誉賞、史上5人目）[23][* 11]
- 2009年1月21日 - 達算1100勝達成（史上6人目）[25]

負け数記録
- 通算1000敗（1132勝1000敗、2015年3月12日達成 = 現役最終局）[26]

現役年数表彰
- 1983年11月 - 現役勤続25年
- 1998年11月 - 現役勤続40年
- 2008年11月 - 現役勤続50年 [27]

### 在籍クラス
| 開始 年度 | (出典)順位戦出典 | (出典)順位戦出典            | (出典)順位戦出典 | (出典)順位戦出典 | (出典)順位戦出典 | (出典)順位戦出典 | (出典)順位戦出典 | (出典)順位戦出典 | (出典)竜王戦出典 | (出典)竜王戦出典 | (出典)竜王戦出典 | (出典)竜王戦出典 | (出典)竜王戦出典 | (出典)竜王戦出典 | (出典)竜王戦出典 | (出典)竜王戦出典 | (出典)竜王戦出典 | (出典)竜王戦出典 |
| 開始 年度 | 期               | 名人                        | A級              | B級              | B級              | C級              | C級              | 0                | 期               | 竜王             | 1組              | 2組              | 3組              | 4組              | 5組              | 6組              | 決勝 T           |                  |
| 開始 年度 | 期               | 名人                        | A級              | 1組              | 2組              | 1組              | 2組              | 0                | 期               | 竜王             | 1組              | 2組              | 3組              | 4組              | 5組              | 6組              | 決勝 T           |                  |
| --- | ---------------- | --------------------------- | ---------------- | ---------------- | ---------------- | ---------------- | ---------------- | ---------------- | ---------------- | ---------------- | ---------------- | ---------------- | ---------------- | ---------------- | ---------------- | ---------------- | ---------------- | ---------------- |
| 1959 | 14               |                             |                  |                  |                  |                  | C213             |                  |                  |                  |                  |                  |                  |                  |                  |                  |                  |                  |
| 1960 | 15               |                             |                  |                  |                  |                  | C201             |                  |                  |                  |                  |                  |                  |                  |                  |                  |                  |                  |
| 1961 | 16               |                             |                  |                  |                  | C111             |                  |                  |                  |                  |                  |                  |                  |                  |                  |                  |                  |                  |
| 1962 | 17               |                             |                  |                  | B212             |                  |                  |                  |                  |                  |                  |                  |                  |                  |                  |                  |                  |                  |
| 1963 | 18               |                             |                  | B113             |                  |                  |                  |                  |                  |                  |                  |                  |                  |                  |                  |                  |                  |                  |
| 1964 | 19               |                             |                  |                  | B201             |                  |                  |                  |                  |                  |                  |                  |                  |                  |                  |                  |                  |                  |
| 1965 | 20               |                             |                  |                  | B204             |                  |                  |                  |                  |                  |                  |                  |                  |                  |                  |                  |                  |                  |
| 1966 | 21               |                             |                  | B112             |                  |                  |                  |                  |                  |                  |                  |                  |                  |                  |                  |                  |                  |                  |
| 1967 | 22               |                             | A 10             |                  |                  |                  |                  |                  |                  |                  |                  |                  |                  |                  |                  |                  |                  |                  |
| 1968 | 23               |                             | A 07             |                  |                  |                  |                  |                  |                  |                  |                  |                  |                  |                  |                  |                  |                  |                  |
| 1969 | 24               |                             |                  | B101             |                  |                  |                  |                  |                  |                  |                  |                  |                  |                  |                  |                  |                  |                  |
| 1970 | 25               |                             | A 08             |                  |                  |                  |                  |                  |                  |                  |                  |                  |                  |                  |                  |                  |                  |                  |
| 1971 | 26               |                             | A 05             |                  |                  |                  |                  |                  |                  |                  |                  |                  |                  |                  |                  |                  |                  |                  |
| 1972 | 27               |                             | A 05             |                  |                  |                  |                  |                  |                  |                  |                  |                  |                  |                  |                  |                  |                  |                  |
| 1973 | 28               |                             | A 05             |                  |                  |                  |                  |                  |                  |                  |                  |                  |                  |                  |                  |                  |                  |                  |
| 1974 | 29               |                             | A 02             |                  |                  |                  |                  |                  |                  |                  |                  |                  |                  |                  |                  |                  |                  |                  |
| 1975 | 30               |                             |                  | B101             |                  |                  |                  |                  |                  |                  |                  |                  |                  |                  |                  |                  |                  |                  |
| |                  | 順位戦の第31-35期は回次省略 |                  |                  |                  |                  |                  |                  |                  |                  |                  |                  |                  |                  |                  |                  |                  |                  |
| 1976 | 36               |                             |                  | B103             |                  |                  |                  |                  |                  |                  |                  |                  |                  |                  |                  |                  |                  |                  |
| 1978 | 37               |                             |                  | B103             |                  |                  |                  |                  |                  |                  |                  |                  |                  |                  |                  |                  |                  |                  |
| 1979 | 38               |                             | A 09             |                  |                  |                  |                  |                  |                  |                  |                  |                  |                  |                  |                  |                  |                  |                  |
| 1980 | 39               |                             | A 07             |                  |                  |                  |                  |                  |                  |                  |                  |                  |                  |                  |                  |                  |                  |                  |
| 1981 | 40               |                             | A 06             |                  |                  |                  |                  |                  |                  |                  |                  |                  |                  |                  |                  |                  |                  |                  |
| 1982 | 41               |                             | A 06             |                  |                  |                  |                  |                  |                  |                  |                  |                  |                  |                  |                  |                  |                  |                  |
| 1983 | 42               |                             | A 06             |                  |                  |                  |                  |                  |                  |                  |                  |                  |                  |                  |                  |                  |                  |                  |
| 1984 | 43               |                             |                  | B101             |                  |                  |                  |                  |                  |                  |                  |                  |                  |                  |                  |                  |                  |                  |
| 1985 | 44               |                             |                  | B105             |                  |                  |                  |                  |                  |                  |                  |                  |                  |                  |                  |                  |                  |                  |
| 1986 | 45               |                             |                  | B104             |                  |                  |                  |                  |                  |                  |                  |                  |                  |                  |                  |                  |                  |                  |
| 1987 | 46               |                             | A 09             |                  |                  |                  |                  |                  | 1                |                  | 1組              |                  |                  |                  |                  |                  | --               |                  |
| 1988 | 47               |                             | A 07             |                  |                  |                  |                  |                  | 2                |                  | 1組              |                  |                  |                  |                  |                  | --               |                  |
| 1989 | 48               |                             | A 03             |                  |                  |                  |                  |                  | 3                |                  | 1組              |                  |                  |                  |                  |                  | --               |                  |
| 1990 | 49               |                             | A 04             |                  |                  |                  |                  |                  | 4                |                  |                  | 2組              |                  |                  |                  |                  | --               |                  |
| 1991 | 50               |                             | A 05             |                  |                  |                  |                  |                  | 5                |                  |                  | 2組              |                  |                  |                  |                  | --               |                  |
| 1992 | 51               |                             |                  | B102             |                  |                  |                  |                  | 6                |                  |                  |                  | 3組              |                  |                  |                  | --               |                  |
| 1993 | 52               |                             |                  | B103             |                  |                  |                  |                  | 7                |                  |                  | 2組              |                  |                  |                  |                  | --               |                  |
| 1994 | 53               |                             |                  | B105             |                  |                  |                  |                  | 8                |                  |                  | 2組              |                  |                  |                  |                  | --               |                  |
| 1995 | 54               |                             |                  | B105             |                  |                  |                  |                  | 9                |                  |                  | 2組              |                  |                  |                  |                  | --               |                  |
| 1996 | 55               |                             |                  | B110             |                  |                  |                  |                  | 10               |                  |                  |                  | 3組              |                  |                  |                  | --               |                  |
| 1997 | 56               |                             |                  | B110             |                  |                  |                  |                  | 11               |                  |                  |                  |                  | 4組              |                  |                  | --               |                  |
| 1998 | 57               |                             |                  |                  | B201             |                  |                  |                  | 12               |                  |                  |                  |                  | 4組              |                  |                  | --               |                  |
| 1999 | 58               |                             |                  | B111             |                  |                  |                  |                  | 13               |                  |                  |                  |                  | 4組              |                  |                  | --               |                  |
| 2000 | 59               |                             |                  |                  | B201             |                  |                  |                  | 14               |                  |                  |                  |                  | 4組              |                  |                  | --               |                  |
| 2001 | 60               |                             |                  |                  | B213             |                  |                  |                  | 15               |                  |                  |                  |                  | 4組              |                  |                  | --               |                  |
| 2002 | 61               |                             |                  |                  | B215             |                  |                  |                  | 16               |                  |                  |                  |                  | 4組              |                  |                  | --               |                  |
| 2003 | 62               |                             |                  |                  | B203             |                  |                  |                  | 17               |                  |                  |                  |                  | 4組              |                  |                  | --               |                  |
| 2004 | 63               |                             |                  |                  | B209             |                  |                  |                  | 18               |                  |                  |                  |                  | 4組              |                  |                  | --               |                  |
| 2005 | 64               |                             |                  |                  | B208             |                  |                  |                  | 19               |                  |                  |                  |                  | 4組              |                  |                  | --               |                  |
| 2006 | 65               |                             |                  |                  | B205             |                  |                  |                  | 20               |                  |                  |                  |                  | 4組              |                  |                  | --               |                  |
| 2007 | 66               |                             |                  |                  | B218             |                  |                  |                  | 21               |                  |                  |                  |                  | 4組              |                  |                  | --               |                  |
| 2008 | 67               |                             |                  |                  | B224             |                  |                  |                  | 22               |                  |                  |                  |                  | 4組              |                  |                  | --               |                  |
| 2009 | 68               |                             |                  |                  | B220             |                  |                  |                  | 23               |                  |                  |                  |                  | 4組              |                  |                  | --               |                  |
| 2010 | 69               |                             |                  |                  |                  | C101             |                  |                  | 24               |                  |                  |                  |                  | 4組              |                  |                  | --               |                  |
| 2011 | 70               |                             |                  |                  |                  | C126             |                  |                  | 25               |                  |                  |                  |                  |                  | 5組              |                  | --               |                  |
| 2012 | 71               |                             |                  |                  |                  | C134             |                  |                  | 26               |                  |                  |                  |                  |                  | 5組              |                  | --               |                  |
| 2013 | 72               |                             |                  |                  |                  |                  | C202             |                  | 27               |                  |                  |                  |                  |                  |                  | 6組              | --               |                  |
| 2014 | 73               |                             |                  |                  |                  |                  | C236             |                  | 28               |                  |                  |                  |                  |                  |                  | 6組              | --               |                  |
| 順位戦、竜王戦の 枠表記 は挑戦者。右欄の数字は勝-敗(番勝負/PO含まず)。 順位戦の右数字はクラス内順位 ( x当期降級点 / *累積降級点 / +降級点消去 ) 順位戦の「F編」はフリークラス編入 /「F宣」は宣言によるフリークラス転出。 竜王戦の 太字 はランキング戦優勝、竜王戦の 組(添字) は棋士以外の枠での出場。 |                  |                             |                  |                  |                  |                  |                  |                  |                  |                  |                  |                  |                  |                  |                  |                  |                  |                  |

## 栄典・受賞等
- 1983年09月 神戸市文化特別賞
- 1991年11月 西宮市民文化賞
- 2000年11月 兵庫県「誉」賞
- 2010年春00 旭日双光章（将棋界23人目の叙勲）[30]

## メディア活動

### 自身の著書

#### 将棋解説本
- 奇襲と戦い方 金園社　1968（将棋初級講座）
- 角と飛車の使い方の徹底的練習: 新将棋入門 日本文芸社  1968
- 初段最短コース 日本将棋連盟  1973
- 横歩取り空中戦法: 付・横歩取り実戦好局集  弘文社  1974
- 内藤国雄の空中戦法 日東書院  1975
- 将棋空中戦法　日東書院 1975
- よくわかる将棋の指し方 新星出版社  1976（必勝将棋シリーズ）
- 将棋相振飛車　日東書院 1976
- 初段最短コース　日本将棋連盟  1977
- 振り飛車の攻防（次の一手シリーズ）金園社　1980
- 石田流・穴熊破り（次の一手シリーズ）金園社　1980
- 実力テスト（次の一手シリーズ）金園社　1980
- 振り飛車の攻防（次の一手シリーズ）金園社 1980年9月 ISBN 978-4321552134
- 石田流・穴熊破り（次の一手シリーズ）金園社 1980年10月 ISBN 978-4321552141
- 少年のための将棋入門（ジュニアパンチ）ひばり書房  1980
- 現代将棋読本 入門編（将棋の指し方）（ヤング・レジャー）ひばり書房  1980
- 相振飛車戦法　成美堂出版  1981
- 絵でわかる将棋入門　梧桐書院  1982
- 内藤国雄の駒別次の妙手（現代将棋読本：初級編）（ヤング・レジャー）ひばり書房  1982
- 空中戦法（現代将棋講座）　筑摩書房　1983
- 将棋定跡入門　日東書院　1984年1月 ISBN 978-4528004788
- 将棋入門―絵でわかる　梧桐書院　1985年10月 ISBN 978-4340080052
- 魔法のハメ手:敵をワナにかけろ!（初段に挑戦する将棋シリーズ）創元社　1986
- 内藤流快勝腰掛け銀（一手決断・将棋戦法：10）筑摩書房  1986
- 将棋定跡入門　日東書院  1998
- 初段最短コース（将棋連盟文庫）　日本将棋連盟  2012

#### 詰将棋／必至／次の一手本
- 内藤詰将棋200題 金園社  1966
- 内藤の詰将棋 弘文社  1973
- 内藤詰将棋代表作 日本将棋連盟  1976
- 内藤(九段)の詰将棋 高橋書店  1977
- 詰将棋問題集七・八・九級 成美堂出版  1979
- 詰将棋問題集四・五・六級 成美堂出版  1979
- 詰将棋問題集一・二・三級 成美堂出版  1979
- 日本将棋大系 別巻2 図式集. 中 江戸時代中期 筑摩書房 1979.11 のち、ちくま学芸文庫
- 内藤国雄の詰将棋傑作集（ヤング・レジャー）（現代将棋読本： 詰将棋編）ひばり書房  1982
- 詰将棋問題集: 初段合格問題集 成美堂出版  1983
- 内藤の次の一手: 奇手、妙手が織りなす芸術の世界 内藤国雄 著 日本将棋連盟  1985
- 新選詰将棋100: 即戦力を養う 日本文芸社  1986
- 詰将棋問題集 成美堂出版  1987
- とっておきの詰将棋 創元社  1987(初戦に挑戦する将棋シリーズ: 16,17)
- 内藤国雄の実戦型詰将棋: 1手詰めから17手詰めの厳選194題 ひばり書房  1987(ホーム・ライブラリー)
- 詰将棋実戦型傑作集 内藤国雄 著 ひばり書房  1988(ヤング・レジャー: 24. 現代将棋読本: 詰将棋編)
- 将棋詰め方教室: 実践型詰将棋 楽しみながら実力テスト ひばり書房  1988(ホーム・ライブラリー)
- 九級から一級までの詰将棋（1992年7月、成美堂出版）ISBN 978-4415046471
- 将棋ワークブック: 将棋を覚える人のためのやさしい詰みと必至 日本将棋連盟  1993
- 内藤九段の妙手探し 週刊将棋 編 毎日コミュニケーションズ  1994
- 将棋を始めよう: これから将棋を覚える人のためのやさしい詰みと必至:ビギナーズブック（Perfect series）日本将棋連盟  1997
- 華麗なる一着: 寄せ方と詰め方のポイント。（Perfect series）日本将棋連盟 1998
- 詰めと必至 内藤国雄 著 東京書店  2000
- 内藤詰将棋選集　日本将棋連盟名作詰将棋ライブラリー2002年10月 ISBN 4-8197-0258-0
- 図式百番　毎日コミュニケーションズ　2005年1月 ISBN 4-8399-0128-7
- 詰めと必至ハンドブック　日本将棋連盟 2006年3月 ISBN 978-4819701709
- のびのびしみじみ7手詰　日本将棋連盟 2008年3月 ISBN 978-4819701747
- のびのびしみじみ5手詰　日本将棋連盟 2008年7月 ISBN 978-4819701754
- 内藤のカンタン必至（将棋連盟文庫）　日本将棋連盟  2012
- 内藤のカンタン詰将棋（将棋連盟文庫）　日本将棋連盟  2012
- とっておきの詰将棋セレクション（将棋パワーアップシリーズ）創元社  2012
- 図式百番  マイナビ  2012
- 内藤流終盤の法則（将棋連盟文庫）　日本将棋連盟  2013

#### 自戦集
- 内藤将棋勝局集 講談社  1975 のち文庫
- 内藤国雄実戦集―思い出のタイトル戦・順位戦の勝局譜（将棋入門シリーズ24）1980年8月　永岡書店 ISBN 978-4522012086
- 現代将棋名局集〈8〉内藤国雄名局集　筑摩書房 1981
- 内藤の名局（一手精読・現代将棋） 筑摩書房  1985

#### 他の棋士の対局の解説本
- 阪田三吉名局集　講談社  1979
- 棋聖天野宗歩手合集　1992年9月　木本書店 ISBN 4-905689-38-4

#### エッセイ
- 自在流人生 筑摩書房  1980
- 自在流「先を読む」法  講談社  1984
- 駒の音有情  東京新聞出版局  1992
- 伸び伸びしみじみ 毎日コミュニケーションズ  1993
- 私の愛した勝負師たち　毎日コミュニケーションズ1996年12月 ISBN 4-89563-652-6
- 名勝負師は言い訳をする 日本放送出版協会  1997
- コンピュータと勝負する: 棋界の異彩が「デジタル時代」に切り込む　神戸新聞出版センター2002年2月 ISBN 978-4343001689
- 内藤國雄のすべて　日本将棋連盟  2016

#### 共著（対談本）
- 勝負師（朝日選書）米長邦雄 2004年8月5日 朝日新聞社 ISBN 4-02-259857-3

#### 新聞連載
- 『詰めの妙味』（デイリースポーツ）

### レコード・CD
CBS・ソニー（1976 - 1990）
Sony Records（1976 - 1995）
ソニー・ミュージックダイレクト（2001）

#### シングル
1. おゆき（1976年5月1日　初発SOLB-409/価格規格品番改定06SH-606）
2. 北の運命（さだめ）（1977年8月21日　06SH-166）
3. お前には似合うだろう（1978年　06SH-389）
4. 月の船頭唄（1979年　06SH-641）
5. じょんがら一代（1981年　07SH-936）
6. ああ雪列車（1990年11月10日　CSDL-3174/CSSL-3174）
7. 浪花ふたりづれ（1991年8月23日　SRDL-3339/SRSL-3294）
8. 男の酒場（1995年1月21日　SRDL-3970/SRSL-3462）

#### 企画シングル
- 夜のおとぎばなし(1991年9月21日　SRDL-3352)	- 石原詢子とのデュエット

#### アルバム
1. おゆき（1976年　25AH-113）
2. THE BEST 内藤国雄（25AH-623）
3. 内藤国雄ヒット全曲集’92（1991年11月21日　SRCL-2213/SRTL-1773）
4. DREAM PRICE 1000 内藤国雄 おゆき（2001年10月11日　SRCL-5231）

### 映画
- 仁義と抗争  (1977年、東映) -本人役

### テレビドラマ
- 新・座頭市I（フジテレビ、第20話） - 宗達役
- ふたりっ子（NHK総合） - 本人役

### その他のテレビ番組
- 第51回NHK紅白歌合戦（2000年12月31日、NHK総合・ラジオ第1） - 審査員

### ラジオ番組
- 内藤国雄のおしゃべり対局（朝日放送ラジオ）

### ゲーム
- 内藤國雄の詰将棋（MSX用ソフト、1984年発売、アポロテクニカ）
- 本将棋 内藤九段将棋秘伝（ファミリーコンピュータ用ソフト、1985年8月発売、セタ）